# Rue de Thionville (Nancy)
Pour les articles homonymes, voir Rue de Thionville.
La rue de Thionville est une voie de la commune française  de Nancy, dans le département de Meurthe-et-Moselle, en région Lorraine.

## Situation et accès
Elle débute rue Isabey et se termine place Godefroy-de-Bouillon

## Origine du nom
Elle a été nommée rue de Thionville, en souvenir de la glorieuse petite cité de la Moselle, Thionville, enlevée à la France en 1871, et revenue en 1918.

## Historique
Cette rue a été construite, sous sa dénomination actuelle, par Émile Jacquemin, après la guerre de 1870 dans les propriétés de Turique, au-dessous du Bon-Pasteur.